# Monoshi Tholus
Il Monoshi Tholus è una struttura geologica della superficie di Venere.